# Warren Smith (zanger)
Warren Smith (Humphreys County, 7 februari 1932 - 31 januari 1980) was een Amerikaanse country- en rockabillyzanger.

## Jeugd
Smith groeide na de scheiding van zijn ouders op bij zijn grootouders in Louise. In 1950 werd hij opgeroepen voor het vervullen van zijn militaire dienstplicht bij de United States Air Force. De meeste tijd daar bracht hij door in San Antonio. Ondertussen benutte hij iedere vrije minuut om gitaar te spelen en te zingen. Na zijn ontslag uit het leger verhuisde Smith naar Memphis.

## Carrière
Daar werd hij spoedig lid van de Snearly Ranch Boys. Stan Kessler, sessiemuzikant bij Sun Records en bandlid bij The Snearly Ranch Boys, bemiddelde tussen de band en labeleigenaar Sam Phillips. Begin 1956 tekende de band na een korte auditie een contract. Smiths eerste sessie met de band vond plaats in februari 1956, waar hij het door Johnny Cash gecomponeerde Rock'n'Roll Ruby samen met I'd Rather Be Safe Than Sorry opnam. Van de plaat werden meer dan 68.000 exemplaren verkocht en haalde de toppositie van de Memphis hitlijst. Hij kocht een nieuwe Cadillac met het opschrift 'Warren Smith – The Rock'n'Roll Ruby Man' en formeerde een nieuwe band, bestaande uit Al Hopson (gitaar), Marcus Van Story (contrabas) en Jimmy Lott (drums). Samen met andere Sun-sterren zoals Elvis Presley, Carl Perkins, Johnny Cash, Jerry Lee Lewis en Roy Orbison startte hij een tournee en werd hij lid van de KRLD Big D Jamboree in Dallas.
Zijn opvolgende single Ubangi Stomp kon niet evenaren aan het eerdere succes. Door de opkomst van Jerry Lee Lewis waren ook zijn volgende publicaties een flop, omdat diens hits zoals Great Balls of Fire direct uitkwamen na zijn platen. Smits contract bij Sun Records liep af en hij verhuisde naar Californië. Daar werd hij lid van de KFI Town Hall Party, een van de bekendste radio- en televisieshows uit die tijd. Onder het pseudoniem Warren Baker bracht hij bij Warner Bros. Records drie niet succesvolle singles uit. Bij Liberty Records bracht hij enkele countrynummers uit. Al zijn eerste single bereikte de Billboard Hot Country Songs (#5). Smith bleek eindelijk de weg naar beroemdheid te hebben gevonden, temeer omdat bijna al zijn opvolgende singles de top 20 haalden. Echter Smiths contract werd, net als bij Sun Records, niet verlengd. In het voorjaar van 1964 hield hij daar zijn laatste sessie. Door de aanhoudende mislukkingen consumeerde Smith overmatig veel alcohol en werd hij afhankelijk van tabletten. Dat resulteerde in een auto-ongeluk, waarvan hij volledig herstelde. Een verblijf van 18 maanden in de gevangenis leidde tot een scheiding van zijn huwelijk. De muziek had hij intussen de rug toegekeerd.
Doch Smith vond een baan als beveiligingsdirecteur bij een bedrijf in Longview. Hij trouwde opnieuw en nam bij een nieuw opgericht label van een vriend een single op. Tijdens de jaren 1970 bracht hij een album uit. In 1977 trad Smith voor de eerste keer op bij de Sun Sound Show in Londen. In 1978 en 1979 ondernam hij een tournee door Europa. Twintig jaar na zijn vergeefse carrière als rockabillyzanger had hij zich nu in Europa in de rockabilly-gemeenschap een grote fanschare opgebouwd.
Smith werd naar aanleiding van zijn prestaties rond de rockabillymuziek opgenomen in de Rockabilly Hall of Fame.

## Overlijden
Warren Smith overleed op 31 januari 1980 op 47-jarige leeftijd aan de gevolgen van een hartinfarct. Voor 1981 was nog een verdere tournee in Europa gepland, die aldus geen doorgang kon vinden.

## Discografie

### Singles
Sun Records
- 1956:	Rock'n'Roll Ruby / I'd Rather Be Safe Than Sorry
- 1956:	Ubangi Stomp / Black Jack David
- 1957:	Miss Froggie / So Long I'm Gone
- 1958:	I've Got Love If You Want It / I Fell In Love
- 1959:	Sweet, Sweet Girl / Goodbye Mr. Love

Warner Bros. Records
- 1959:	Hawaiian Eye / The Man and the Challenge
- 1960:	Midnight In Betlehem / Little Bitty Baby
- 1960:	Dear Santa / The Meaning of Christmas

Liberty Records
- 1960:	Cave In / I Don't Believe I'll Fall In Love Today
- 1961:	Odds and Ends / A Whole Lot of Nothin'
- 1961:	Call of The Wild / Old Lonesome Feeling
- 1961:	Why, Baby Why? / Why I'm Walkin' (met Shirley Collie)
- ca. 1962: Five Minutes Of The Latest Blues / Bad News Get Around
- ca. 1962: Book of Broken Heart / A Hundred and Sixty Lbs. of Hurt
- 1963:	That's Why I Sing In A Honky Tonk / Big City Ways
- 1964:	Blue Smoke / Judge and Jury

Slick Records
- 1965:	Future X / She Likes Attention

Mercury Records
- ca. 1966: When The Heartaches get To Me / Lie To Me

Jubal Records
- 1971:	Make It On Your Own / Between The Devil And The Deep Blue Sea
- 1972:	I Don't Believe / Did You Tell Him
- 1973:	A Woman's Never As Gone / One More Time

Norton/Sun Records
- 2001:	I Like Your Kind Of Love / Fool Proof (met Mack Vickery)

### Niet uitgebrachte singles
- The Darkest Cloud
- Dear John
- Do I Love You
- Hank Snow Medley
- Red Cadillac And A Black Moustache
- Stop The World I’ll Jump Off
- Who Took My Baby
- Old Lonesome Feeling
- Tell Me Who
- Tonight Will Be The Last Night To
- Uranium Rock
- I Like Your Kinda Love

### Albums
- 1961: First Country Collection
- 1977: Warren Smith
- 1977: Legendary Sun Performer
- 1980: Memorial Album
- 1981: The Last Detail
- 1988: So Long, I’m Gone
- 1991: Bop! Bop!
- 1995: Rockabilly Legend

- Bibliothèque nationale de France: cb13899883q (data)
- Gemeinsame Normdatei: 135370043
- International Standard Name Identifier: 0000 0000 5513 6387
- Library of Congress Control Number: n91031386
- MusicBrainz: faac6919-9883-420b-812d-33cb207522e5
- Virtual International Authority File: 22328810
- WorldCat: E39PBJhXcmPwCwWMPqkBwQw9jC